# امیل گابریلیان
امیل سامسونی گابریلیان (ارمنی: Էմիլ Սամսոնի Գաբրիելյան؛ ۳۱ ژانویهٔ ۱۹۳۱ – ۲۱ ژوئن ۲۰۱۰) پزشک، سیاستمدار و استاد دانشگاه اهل ارمنستان بود. بین سال‌های ۱۹۷۵ تا ۱۹۸۹ میلادی، گابریلیان وزیر بهداشت جمهوری سوسیالیستی ارمنستان شوروی بود.
امیل گابریلیان برنده جایزه کالینگا یونسکو (UNESCO Kalinga Prize) شده بود. وی عضو فرهنگستان ملی علوم ارمنستان بود.

## نگارخانه

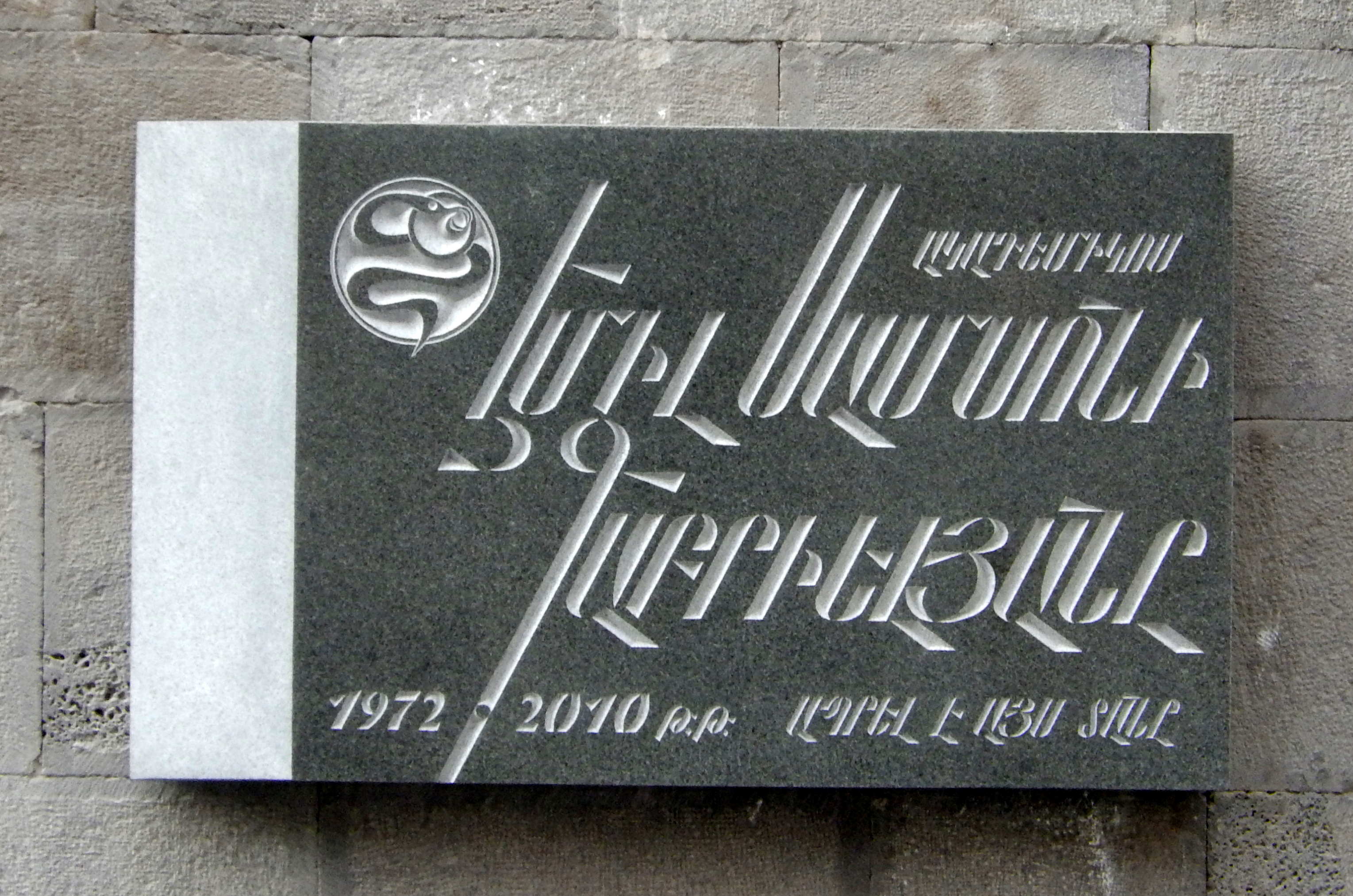